# Canal de ensayos hidrodinámicos

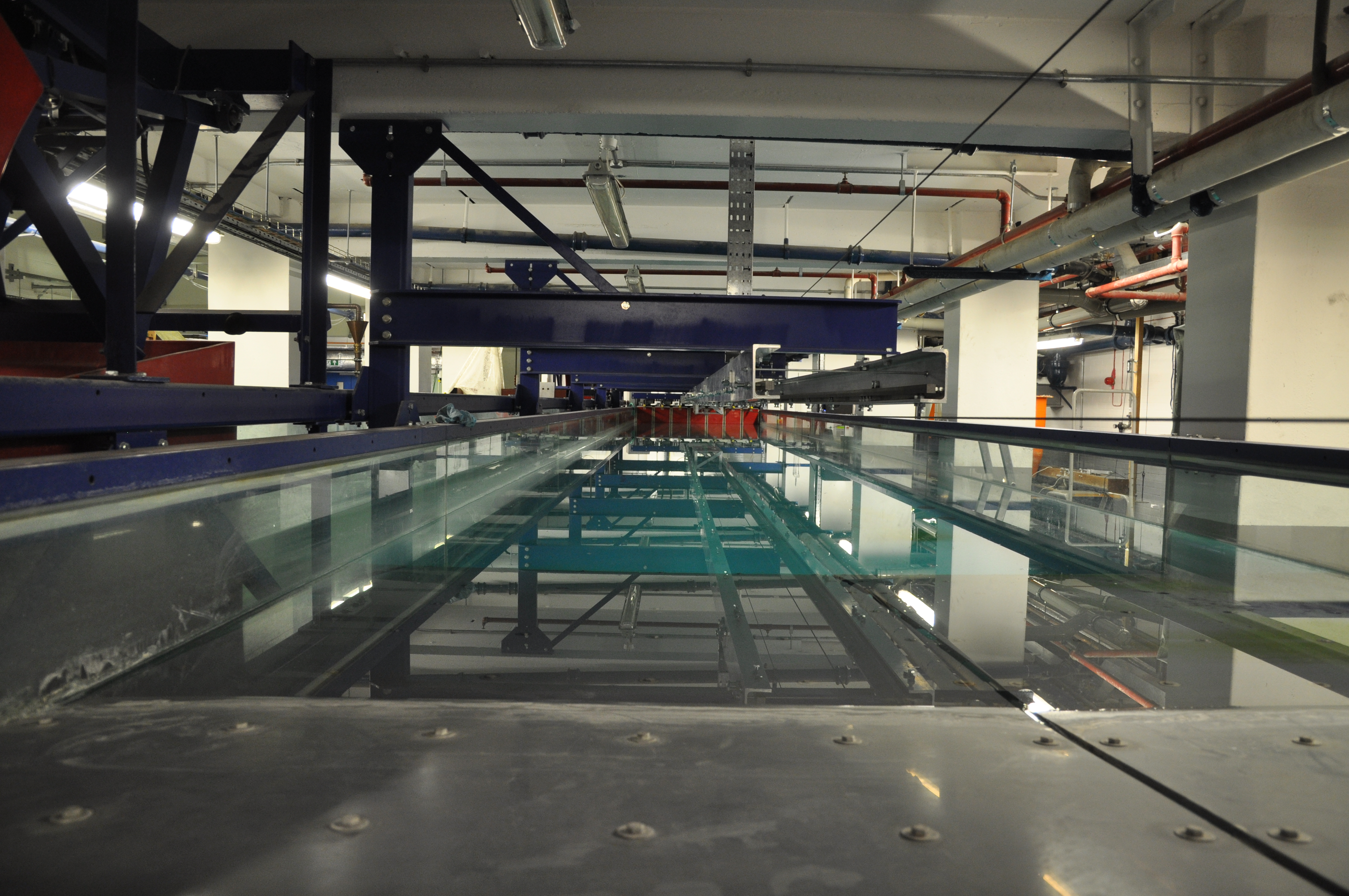
Laboratório de fluidos en la Universidad college de Londres

Un canal de ensayos hidrodinámicos o simplemente canal hidrodinámico es aquel destinado a que en él se pruebe el comportamiento dinámico de un cuerpo físico al avanzar en un líquido, generalmente agua. Es el equivalente en cuanto a líquidos al túnel de viento.
Consiste en una "piscina" de proporciones rectangulares en planta y lateral, habitualmente unos metros de profundidad y unos más de anchura, y varias decenas de metros de longitud. En su parte superior hay un carro remolcador (plataforma) al que se le acopla en su base el cuerpo que se quiere estudiar. El cuerpo flota o se sumerge en el fluido y el carro remolcador se desplaza longitudinalmente sobre unos raíles, reproduciendo así el movimiento del cuerpo en el fluido. 
Mediante una serie de dinamómetros que unen el modelo de ensayo y el carro remolcador, se realizan los ensayos necesarios para poder determinar la hidródinamica del modelo en sí.
Los dinamómetros más utilizados son los de estabilidad y de resistencia. Los dinamómetros de resistencia más básicos permiten analizar el Ángulo de Cabeceo, la Resistencia (asociada a la fricción) del Casco del modelo así como el rango del desplazamiento lateral. Mientras que el dinamómetro de Estabilidad permite realizar ensayos para obtener el momento adrizante tanto estático como dinámico así como el balanceo dinámico en la estructura del buque.
Un Canal de Ensayos Hidrodinámicos cubre las áreas de investigación y desarrollo de diseño de estructuras marinas, ingeniería naval, arquitectura naval y construcción (civil) marina 
Muchos canales tienen además la capacidad de simular oleaje, simulación de aguas frías (con capas de hielo).
Como se puede adivinar, los principales cuerpos que se ensayan son modelos a escala de cascos de barcos, pero también se pueden ensayar modelos de cascos de submarinos, plataformas petrolíferas, hidroaviones e incluso de cuerpos de peces.
Normalmente se emplean modelos a escala por limitaciones de tamaño, además de que resulta más flexible, sencillo y barato.
En España existen sólo dos canales hidrodinámicos:
- El de Escuela Técnica Superior de Ingenieros Navales de la Universidad Politécnica de Madrid.
- El CEHIPAR, perteneciente al Ministerio de Defensa, situado en El Pardo y de mayores dimensiones y capacidades que el anterior.